# Abtei Clairefontaine

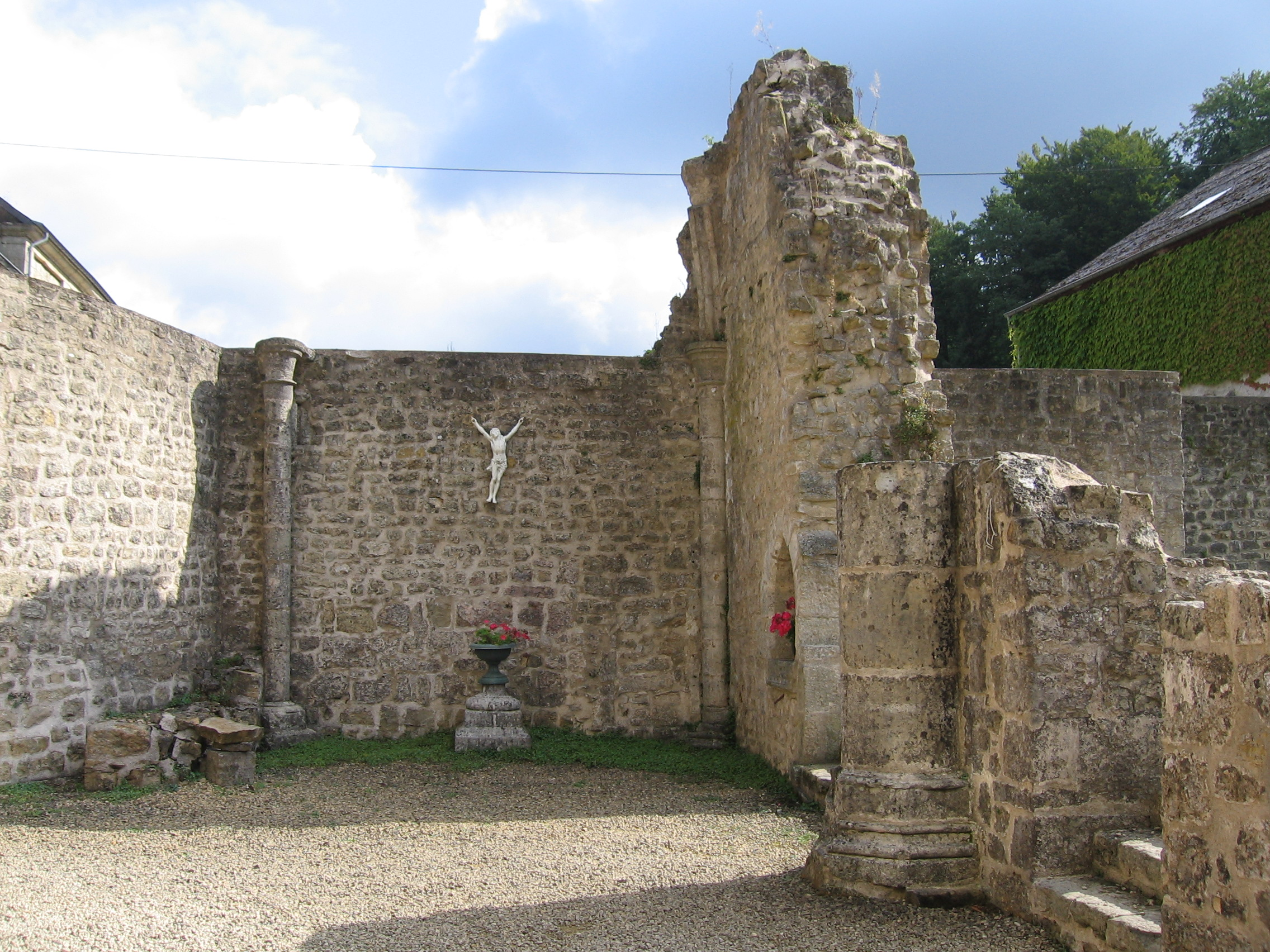
Ruinen von Clairefontaine, Arlon

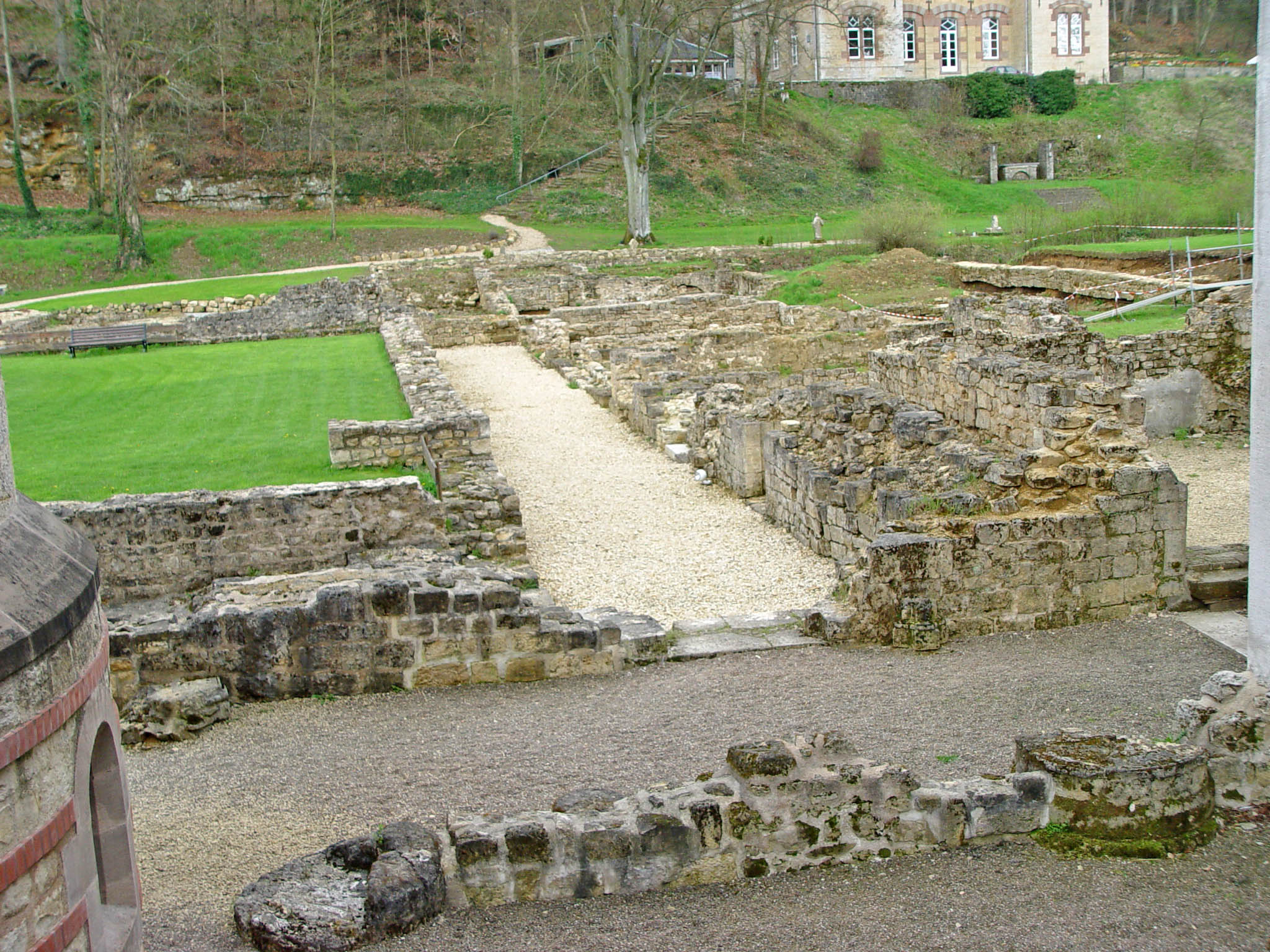
Ruinen der Abtei von Clairefontaine, Arlon

Die Abtei Clairefontaine war ein Zisterzienserinnenkloster, dessen historische Überreste sich nahe Clairefontaine finden, das zur belgischen Stadt Arlon in der Provinz Luxemburg gehört.
Das Kloster wurde um das Jahr 1214 von der Gräfin Ermesinde von Luxemburg geplant und nach ihrem Tode von ihrem Sohn Heinrich V. dem Blonden erbaut.
Vom mittelalterlichen Kloster sind heute noch die Ruinen zu sehen.
Man sagt, die damals circa 500 Jahre alte Abtei sei durch Französische Revolutionäre im Jahre 1794 niedergebrannt worden. Da jedoch bei den Ausgrabungen bisher keinerlei Spur dieses Brandes gefunden wurden, ist davon auszugehen, dass die Bewohner der umliegenden luxemburgischen Gebiete die Abtei abrissen und die Steine verwendeten, um damit ihre Häuser zu bauen.
Jesuiten aus Arlon erbauten später eine Marienkapelle, worin der Sarkophag Ermesindes aufbewahrt ist.
Die Örtlichkeit kann man auch von den luxemburgischen Grenznachbarorten Eischen oder Steinfort aus zu Fuß erwandern.